# Babacar Sar
Babacar Sar (* 15. November 1962) ist ein ehemaliger mauretanischer Ringer.

## Karriere
Babacar Sar nahm bei den Olympischen Sommerspielen 1988 im Schwergewicht des Freistilringens teil. Nachdem er seine ersten beiden Kämpfe gewonnen hatte, folgten zwei Niederlagen, weshalb Sar vorzeitig ausschied.